# Gilbert Gottfried
Gilbert Gottfried (sinh ngày 28 tháng 2 năm 1955 - mất ngày 12 tháng 4 năm 2022) là một diễn viên, diễn viên lồng tiếng và diễn viên tấu hài Mỹ nổi tiếng với các vai diễn hài hước bằng giọng nói the thé. Ông đã đóng nhiều vai trong các phim điện ảnh và phim truyền hình, có lẽ đáng chú ý nhất là diễn xuất con vẹt Iago trong Aladdin (1992), và đồng vai chính trong Problem Child. Ông cũng được biết là người lồng tiếng cho Digit trong sô diễn dựa trên toán học giáo dục/hoạt hình trẻ em Cyberchase, vịt Aflac cho đến năm 2011 và Marley cá sấu Mỹ trong Winnie the Pooh.
Anh đã thành công nhất là sau loạt phim quảng cáo cho AFL, trong đó anh đã phối âm một cách rất thành công với ngỗng.
Anh sinh ra tại Brooklyn, New York vào năm 1955, Gottfried là con út trong gia đình 3 người.
Tuy nhiên, sau trận động đất và sóng thần Nhật Bản 2011, thì Gottfried lại tung một loạt những lời đùa cợt "thô tục" và "thiếu nhạy cảm" về trận động đất và sóng thần trên trang mạng xã hội Twitter và bị nhiều cư dân mạng phản đối và AFL đã quyết định huỷ hợp đồng với Gottfried.
Ông qua đời ở Manhattan do nhịp nhanh thất tái phát, phức tạp bởi chứng loạn dưỡng cơ loại II, vào ngày 12 tháng 4 năm 2022, hưởng thọ 67 tuổi.

## Sự nghiệp điện ảnh
- Saturday Night Live (1980–1981)
- Beverly Hills Cop II: Sidney Bernstein (1987)
- Hot to Trot: Dentist (1988)
- The Adventures of Ford Fairlane: Johnny Crunch (1990)
- Look Who's Talking Too: Joey (1990)
- Superboy: Nick-Nack (1990)
- Problem Child: Mr. Peabody (1990)
- Problem Child 2: Mr. Peabody (1991)
- Night Court (TV series): trong vai Oscar Brown (1991)
- Aladdin: Iago chú vẹt (lồng tiếng) (1992)
- Highway to Hell: Hitler (1992)
- Bonkers: Two-Bits (1993–1995)
- Problem Child (TV series): Mr. Peabody (1993)
- The Return of Jafar: Iago the Parrot (lồng tiếng) (1994)
- Thumbelina: Berkeley Beetle (lồng tiếng) (1994)
- Saved by the Bell: Wedding in Las Vegas: Burt Banner (1994)
- Double Dragon (1994)
- Beavis and Butthead: Gus Baker (1994)
- "The Ren and Stimpy Show" Jerry the Bellybutton Elf/ Porkchop Monster (lồng tiếng) (1994)
- Duckman: (recurring role) Art DeSalvo (1994–1997)
- Married... With Children: Ship Happens: Part 2 (1995)
- Adventures in Wonderland (TV series): Mike McNasty (1995)
- Problem Child 3: Junior in Love: Dr. Peabody (1995)
- The Cosby Show patient (1987)
- Bump in the Night: Stink Bug (1995)
- Twisted Tales of Felix the Cat: Additional Characters (1995–1996)
- Aladdin (TV series): Iago chú vẹt (1994–1995)
- Aladdin and the King of Thieves: Iago the Parrot (1996)
- Are You Afraid of the Dark?: Roy (1996)
- In the House: Mr. Comstock (1996)
- Superman: The Animated Series: Mr Mxyzptlk (1996–2000)
- Adventures from the Book of Virtues (1996)
- Big Bag (Troubles the Cat segment) (1996)
- Def Jam's How to Be a Player (1997)
- Bear in the Big Blue House: Large Possum (lồng tiếng) (1997)
- Noddy: Jack Frost (1998)
- Hercules: Cilon (1998)
- Dr. Dolittle: Compulsive Dog (lồng tiếng) (1998)
- Dr. Katz, Professional Therapist (xê ri phim truyền hình): Chính mình trong các tập 503 và 506 (1999)
- Clerks: The Animated Series: tiếng của Jerry Seinfeld và Patrick Swayze (2000)
- Mad TV: diễn xuất đặc biệt, một tập (1997)
- Timon & Pumbaa (TV series): Chim gõ kiến
- Fairly Odd Parents: Dr. Bender/Wendel (2001–2005)
- Disney's House of Mouse and Mickey's House of Villains: Iago chú vẹt
- Kingdom Hearts: Iago the Parrot (2002)
- Kingdom Hearts II: Iago the Parrot (2006)
- CSI: Crime Scene Investigation – Season 3, Episode: Last Laugh:Comic (2003)
- Lemony Snicket's A Series of Unfortunate Events: Duck (2004)
- Celebrity Deathmatch:Chính mình trong các tập Gottfried in the Arena
- Cyberchase: Digit và Widget (2002–nay)
- The Aristocrats (2005)
- Back by Midnight (2002): Security Guard
- Becker: A plastic surgeon
- Meet Wally Sparks: Harry Karp
- The Tonight Show với Jay Leno
- Son of the Beach: Noccus Johnstein in both "Chip's A Goy" và Hamm Stroker's Suck My Blood:(2002)
- VH1's Celebrity Paranormal Project and I Love Toys
- Billy and Mandy Save Christmas: Santa Claus (lồng tiếng)
- Farce of the Penguins: "I'm Freezing My Nuts Off" penguin (lồng tiếng) (2007)
- Family Guy: Peter's horse (lồng tiếng)
- My Gym Partner's a Monkey: Rick Platypus (lồng tiếng)
- El Tigre:The Adventures of Manny Rivera: El Cerdo (lồng tiếng)
- Hannah Montana Season 2 Episode "(We're So Sorry) Uncle Earl": Barney Bitman (2008)
- VH1's I Love the New Millennium 4 Episodes (2008)
- The Emperor's New School 2.season 11 Episodes (12.03.2007)
- The Comedy Central Roast: Bob Saget (2008)
- The Replacements: chính mình (2008)
- Back at the Barnyard: Barn Buddy (2008)
- Gilbert Gottfried: Dirty Jokes
- The Lindabury Story (2009)
- The View – Horny the Dwarf (Joy's Month in ReView)
- The Weird Al Show: chính mình
- Pyramid: chính mình (Celebrity Guest)
- Hollywood Squares: chính mình (Regular)
- The Comedy Central Roast: Joan Rivers (2009)
- Seth MacFarlane's Cavalcade of Cartoon Comedy chính mình (2009)
- Back at the Barnyard: Security System (2009)
- Jack and the Beanstalk (2010 Film): Grayson (2010)
- 'Til Death Guest starred as Tommy (2010)
- Stripperland (2010)
- The Comedy Central Roast: David Hasselhoff (2010)
- Robotomy: Tickle Me Psycho (2010)
- The Comedy Central Roast: Donald Trump (2011)
- Law & Order: SVU (2011)